# 無腸國

圖出自《古今圖書集成·方輿彙編·邊裔典·第一百三十九卷》

圖出自《古今圖書集成·方輿彙編·邊裔典·第一百七卷》

無腸國，又稱作無腹國，是《淮南子》所記海外三十六國之一，其民稱作無腸民，其人腹內無腸，吃什麼都一通到底，為黃帝的後裔之一。
在《山海經·海外北經》以及《大荒北經》中亦有記載。在《鏡花緣》裡曾出現過。